# Christopher Kas
Christopher Kas (Trostberg, 13 giugno 1980) è un ex tennista tedesco.

## Carriera
Tennista specializzato nel doppio, in questa specialità ha raggiunto i quarti di finale agli Australian Open 2012 ed agli US Open 2008, è arrivato fino alla semifinale invece a Wimbledon 2011.

Raggiunge per ben sedici volte la finale in tornei dell'ATP Tour riuscendo a vincerne solo tre. Conquista la Mercedes Cup 2008 e l'Halle Open 2009 insieme al connazionale Philipp Kohlschreiber mentre a Bangkok 2010 trionfa con il serbo Viktor Troicki.

Nel 2012 raggiunge il suo miglior ranking con la diciassettesima posizione.

## Statistiche

### Doppio

#### Vittorie (5)
| Legenda                                             |
| Grande Slam (0)                                     |
| Tennis Masters Cup / ATP World Tour Finals (0)      |
| ATP Masters Series / ATP World Tour Master 1000 (0) |
| ATP World Tour 500 Series (1)                       |
| ATP World Tour 250 Series (4)                       |

| Numero | Data           | Torneo                               | Superficie  | Compagno              | Avversari in finale            | Punteggio |
| 1.     | 13 luglio 2008 | Mercedes Cup, Stoccarda              | Terra rossa | Philipp Kohlschreiber | Michael Berrer Miša Zverev     | 6–3, 6–4  |
| 2.     | 14 giugno 2009 | Halle Open, Halle                    | Erba        | Philipp Kohlschreiber | Andreas Beck Marco Chiudinelli | 6–3, 6–4  |
| 3.     | 3 ottobre 2010 | Thailand Open, Bangkok               | Cemento     | Viktor Troicki        | Jonathan Erlich Jürgen Melzer  | 6–4, 6–4  |
| 4.     | 6 gennaio 2013 | Qatar Open ATP, Doha                 | Cemento     | Philipp Kohlschreiber | Julian Knowle Filip Polášek    | 7-5, 6-4  |
| 5.     | 3 agosto 2013  | Bet-at-home Cup Kitzbühel, Kitzbühel | Terra rossa | Martin Emmrich        | František Čermák Lukáš Dlouhý  | 6-4, 6-3  |